# Contando Histórias
Contando Histórias foi um especial infanto-juvenil exibido pela da Band e apresentado pela cantora Kelly Key. Foi exibido entre 12 e 15 de outubro de 2004, tendo um total de quatro episódios.

## História
Originalmente Contando Histórias foi planejado para ser exibido apenas no dia 12 de outubro de 2004 durante a programação de dia das crianças.   Exibido ao vivo, o especial despontou na audiência e, devido ao alto número de pedidos do público na caixa postal na emissora, a cúpula da Band convidou Kelly Key para continuar a frente do Contando Histórias por mais três programas, fechando a semana com quatro especiais. Durante o programa a apresentadora contava histórias em um cenário de conto de fadas, encenando-as, e sorteava prêmios. 

## Audiência
O especial atingiu uma audiência de 7 pontos, superior à programação normal da emissora.